# 植竹須美男
植竹 須美男（うえたけ すみお、1968年 - 2023年2月15日）は、日本の脚本家。栃木県出身。主にアニメを中心に活動していた。ぶらざあのっぽ出身。

## 来歴
東京デザイナー学院卒。アニメーション監督の西本由紀夫とは同級生であった。
ぶらざあのっぽに所属して小山高生に師事したのち、独立してフリーとなる。デビュー間もない時期は脚本会議で緊張する事が多く、ジミー大西と似ていたことから小山が「ジミーちゃん」と呼び、ギャグのフリに植竹が応えることで場を和ませ、緊張をほぐしていたという。学生時代は本の虫で、通っていた高校の図書室では、目ぼしいものを読破してしまっていた。独立後は柳沢テツヤに重用され、しばしば監督作品に参加した。
原作を担当している『少女奇談まこら』は掲載誌の月刊少年ファング休刊により長らく未完であったが、作品の好評を受けて電撃コミックジャパン誌上において完結まで連載し、2011年より全6巻の完全版コミックスが刊行された。
2020年代以降は体調不良により脚本としての作品参加が少なくなっていた。2023年2月10日に容体が急変して救急搬送されたが、同年2月15日に死去した。54歳没。逝去後に放送された『ウルトラマンブレーザー』第9話・第10話の連作が遺作となった。同番組の最終回のエンディングクレジットでは、シリーズ脚本スタッフの紹介欄の末尾に「植竹須美男さんに感謝を込めて」という一文が挿入された。

## 作品リスト
※括弧内は放送話、並び順は放送順

### TVアニメ

#### シリーズ構成（脚本）
1997年
- マスターモスキートン'99（1・2・6・11・14・21・25・26）

2001年
- 破邪巨星Gダンガイオー（1・2・3・6・8・9・11・13）

2004年
- 神無月の巫女（1・2・3・5・7・8・9・10・11・12）
- BURN-UP SCRAMBLE（1・2・3・4・6・8・10・11）

2005年
- エンジェル・ハート（1・2・6・8・11・20・23・24・26・31・32・35・40・50）

2007年
- 京四郎と永遠の空（全話）

2011年
- R-15（1・2・3・5・12）

2015年
- 新妹魔王の契約者 BURST（1・2・3・6・8・9・10）

#### 脚本
1992年
- ドラゴンボールZ（155・156・172・176・210・215・229・230・253・266）

1993年
- 勇者特急マイトガイン（7・13・18・26・27・37・39・42）

1996年
- VS騎士ラムネ&40炎（5・6・7・11・16・23）
- セイバーマリオネットJ（4・8・13・16）

1997年
- エルフを狩るモノたちII（3・5・8）
- 新・天地無用!（5・10・12・17・25）
- MAZE爆熱時空（7・8・9・13・14・22・23）

1998年
- 超魔神英雄伝ワタル（21・28・33・43）
- ロスト・ユニバース（4・9・13・19・24）
- アキハバラ電脳組（6・10・21）
- セイバーマリオネットJtoX（3・9・17・21・26）

1999年
- それゆけ!宇宙戦艦ヤマモト・ヨーコ（3・5・9・13・17・21・23）

2000年
- タイムボカン2000 怪盗きらめきマン（9・19）
- ドッとKONIちゃん（3・4・5・8・10・13・14・16・17・20・21・22・25・26）

2001年
- The Soul Taker 〜魂狩〜（4・8・10）
- 電脳冒険記ウェブダイバー（2・7・11・16・21・27）

2002年
- ちょびっツ（6・12・16・20・22）
- まほろまてぃっく〜もっと美しいもの〜（3・6・10）

2003年
- 爆転シュート ベイブレードGレボリューション（3・8・12・17・23・27・33・38・44・48）
- 月詠 -MOON PHASE-（5）

2004年
- この醜くも美しい世界（2・6・10）
- B-伝説! バトルビーダマン（3・6・11・12・18・24・30・37・42・43・48・51）
- かりん（5・9・15・20・23）

2005年
- ぱにぽにだっしゅ!（15・19・21）
- 妖逆門（20・24・33・34・41・46）

2006年
- スーパーロボット大戦OG -ディバイン・ウォーズ-（3）

2007年
- アイドルマスター XENOGLOSSIA（5・10・16・17）

2009年
- ファイト一発! 充電ちゃん!!（2・5・7・10）
- 夏のあらし! 〜春夏冬中〜（8・劇中歌作詞）

2010年
- ギャラクシーレーサー スキャン2ゴー（日本未放映、9・14・17・23・26・32・34・36・38・43・46・51）
- kiss×sis（3・5・8・10・11）

2014年
- 健全ロボ ダイミダラー（2・4・7・10）

2015年
- バトルスピリッツ 烈火魂（4・8・13・17・24・28・32・36・42）

2016年
- バトルスピリッツ ダブルドライブ（2・8・9・13・19・20・23・27・28・32・38・40・44・48）
- 魔装学園H×H（7）

2017年
- 妖怪アパートの幽雅な日常（6・７・11・14・16・21・22）

2020年
- 異種族レビュアーズ（8・9・10）

2022年
- オリエント（7・8・19・23）

### OVA
1996年
- 銀河お嬢様伝説ユナ~深闇のフェアリィ~
- BURN-UP W
- マスターモスキートン

### ドラマCD
1998年
- トリフェルズ魔法学園物語

2014年
- 健全ロボダイミダラー スペシャルCD～ボイスドラマ「孝一・恭子篇」

2018年
- 妖怪アパートの幽雅な日常　特典CD トリおろし! 鳥ボイス集

### テレビドラマ
2021年
- ウルトラマントリガー NEW GENERATION TIGA（16・17）

2023年
- ウルトラマンブレーザー（9・10）

### 小説
- 京四郎と永遠の空―前奏曲―（2007年）
- 姫神の巫女（WEB小説、2009年・2011年)
- 神無月の巫女 DVDBOX特典短編（2009年）

### 漫画（原作）
- 天鳳鳳（1994年）
- 少女奇談まこら（全6巻）
- SP3 薬師寺涼子の怪奇事件簿短編集（2011年）
- 薬師寺涼子の怪奇事件簿女王陛下の招き猫（2013年）